# Rolf Grönwald
Rolf Ivan Grönwald, född 12 augusti 1932 i Sävsjö, Vallsjö församling i Jönköpings län, död 16 mars 2019 i Sävsjö, var en svensk journalist och barnboksförfattare.
Rolf Grönwald var son till folkskolläraren Iwan Grönwald och Ebba Eriksson. Efter läroverksstudier gav han sig 1951 in på journalistbanan, han blev nattredaktör vid Sundsvalls Tidning 1959, biträdande redaktionssekreterare vid Sundsvallsposten 1961, redigerare vid Kvällsposten 1962 och bildchef vid Svenska pressfoto i Malmö från 1965. Så småningom kom han till Vetlanda-Posten där han var reporter fram till pensioneringen 1997. 
År 1998 grundade han tillsammans med hustrun webbtidningen Höglandsnytt (vilken hade namnet Hemsidan till 2005) med nyheter från Småländska höglandet. Makarna drev tidningen fram till nyåret 2012 då journalisterna Bo G. Lundberg och Henrik Simonsen köpte tidningen. Rolf Grönwald gav ut ungdomsboken Överraskningen 1960.
Åren 1953–1973 var han gift med Kerstin Hansson (född 1933), dotter till tandvårdsinspektören Nils Hansson och Ellen Ehnberg. De fick en dotter 1954 och en son 1961. År 1983 gifte han sig med Siv Fransson (född 1939). De fick en son 1981.